# 羅安 (詞曲作家)
羅安，本名張為杰，生於臺灣彰化縣，出道時為歌手，後轉型為詞曲作家及製作人，也經常以另一筆名「張為傑」發表詞曲創作。

## 生平
受到家庭環境的薰陶，羅安從小即表現出對音樂的喜愛，高中畢業後便和同學利用空閒時間到西餐廳演唱，磨練歌唱技巧。在中國文化大學就讀時，深覺實務經驗比起理論研究更為重要，因此在大二時休學，進入中華民國憲兵憲光藝工隊服役兩年，精進自己的專業能力。從藝工隊退伍後與中視簽下三年的基本歌星合約，雖然受到了歌唱界前輩的指導、加上個人的努力，使得他的歌藝更加純熟，但三年下來並未能在歌壇闖出一番名號，適逢台視舉辦歌唱比賽節目《全國歌唱名人排行榜》，他分別在1983年秋季賽得到第三名、1984年夏季賽得到第二名，並與台視簽下了基本歌星合約。
比賽結束後的羅安仍繼續著在西餐廳演唱的生活，在一個偶然的機會下，新加坡新潮唱片（後為藝歌唱片）的負責人連看了五天他的表演，覺得他深具潛力，便將他簽為旗下首位男歌手，1984年11月發行首張個人國語專輯《舊情的回憶》，1985年一連發行《何必流連》、《深情依舊》、《今夜的雨》三張專輯，其中由嘉燕作詞、邱翔（邱芳德）老師作曲的《何必流連》曾在星馬引起一陣翻唱熱潮，當地許多歌手紛紛灌錄此曲，在1986年4月加盟新加坡清優唱片發行《信任我》專輯後，羅安便未再針對星馬市場推出專輯。
1985年1月時羅安在台灣加入吉馬唱片「吉馬大對唱」的主唱陣容，除了灌錄一系列大對唱專輯外，也開始接觸詞曲創作及後製的工作，這時期的代表作品包含了袁小迪的《舞伴》（1988年，曲）、陳一郎的《無奈的歌聲》（1988年，詞、曲），更在1988年時發行了一張由他自己製作的台語個人專輯《等歸暝》，當中收錄了四首他的詞曲創作。而隨著吉馬大對唱專輯的大賣，羅安陸續在多家唱片公司灌錄或製作大對唱及連串曲類型的專輯，包括上格唱片、星河唱片、名冠唱片、金企鵝唱片、興來唱片、太陽神唱片、欣代唱片、麥田音樂皆發行過他的演唱作品。
在90年代之後，羅安除了仍有灌錄一些大對唱／連串曲／男女對唱專輯外，更致力於詞曲創作及專輯製作上，為王瑞霞量身打造《用心等待你》（詞、曲）、《期待》（詞、曲）、《多情多怨嘆》（曲）等代表作及擔任其專輯製作人；南台灣小姑娘的《愛情切啦》（與郭政和、蔡宏勳共同創作）、《拒絕往來》、《青春亂夢》（後兩首與郭政和共同創作）時至今日仍深受許多歌迷喜愛；袁小迪的《心碎‧酒醉》（詞與徐錦凱共同創作）及孫淑媚的《愛情看透透》等歌曲也一直是歌唱比賽的熱門選唱曲目。在此期間羅安也經常在三立影視「21世紀新人歌唱排行榜」節目中擔任評審，他在多年後主動南下高雄找到曾在該節目過關的向蕙玲，表達想為她製作專輯的想法，並將她收為弟子，2003年為她打造第一張專輯《愛你的記號》就一炮而紅，更入圍第15屆金曲獎最佳台語女演唱人獎，直到向蕙玲加入豪記唱片之前，她發行的專輯皆由羅安製作及創作專輯內大部分的歌曲。近年羅安主要為振揚影音、金元寶唱片、嘉揚多媒體旗下的歌手創作歌曲及製作專輯，他也曾擔任台灣音樂著作權人聯合總會董事、常務董事及臺灣向陽關懷協會秘書長等職務，現任茂森國際多媒體有限公司執行長及台灣音樂著作權集體管理協會常務董事。

## 演唱作品

### 個人專輯
| 發行日期   | 專輯名稱       | 唱片公司     | 專輯編號 | 曲目 | 備註 |
| ---------- | -------------- | ------------ | -------- | --- | --- |
| 1984年11月 | 舊情的回憶     | 新潮唱片     | SC 1889  | 曲目 1. 舊情的回憶 2. 我該怎麼辦 3. 藍色的姑娘 4. 又是細雨 5. 昨夜夢醒時 6. 晴時多雲偶陣雨 7. 難分離 8. 請你放開我 9. 又要分手 10. 雪山盟 11. 不如歸去 12. 相見不如懷念 13. 故鄉之歌 14. 夢難留                                             | 馬來西亞總代理為皇星全音（編號：KSE 84-379），抽掉《又要分手》、《不如歸去》兩首歌且曲目順序與新加坡版不同 |
| 1985年5月  | 何必流連       | 藝歌唱片     | EC 9898  | 曲目 1. 何必流連（作詞：嘉燕／作曲：邱翔（邱芳德）） 2. 小雨寄情 3. 一翦梅 4. 恨海 5. 夜空 6. 為什麼要流淚 7. 我需要安慰 8. 小雨 9. 良夜不能留 10. 煙雨斜陽 11. 昨夜星辰 12. 綿綿往日情                                                     | 馬來西亞總代理為皇星全音（編號：KSE 85-388）                                                               |
| 1985年8月  | 深情依舊       | 藝歌唱片     | EC 9999  | 曲目 1. 深情依舊 2. 褪色的回憶（作詞：丁筠／作曲：邱翔（邱芳德）） 3. 我怎麼哭了 4. 只要為你活一天 5. 秋水伊人 6. 誰是我的知音人 7. 尋夢園 8. 夏的季節 9. 默默祝福你 10. 露珠兒 11. 呼喚 12. 無奈的結局（作詞：成鳳／作曲：邱翔（邱芳德）） | 馬來西亞總代理為皇星全音（編號：KSE 85-400）                                                               |
| 1985年12月 | 今夜的雨       | 藝歌唱片     | EC 9119  | 曲目 1. 今夜的雨（作詞：丁筠／作曲：邱翔（邱芳德）） 2. 不想你 3. 浪子淚 4. 歌手 5. 今夜身邊沒有你 6. 浪跡天涯 7. 夢在你懷中 8. 我與咖啡 9. 愛你一萬年 10. 淚的衣裳 11. 往日的舊夢 12. 何必流連（重新收錄）                                 | 馬來西亞總代理為皇星全音（編號：KS 85-423），將《何必流連》替換為《一個人》                                |
| 1986年4月  | 舊情的回憶     | 藝歌唱片     | EC 9229  | 曲目 1. 我該怎麼辦 2. 舊情的回憶 3. 難分離 4. 又是細雨 5. 晴時多雲偶陣雨 6. 藍色的姑娘 7. 請你放開我 8. 相見不如懷念 9. 故鄉之歌 10. 又要分手 11. 夢難留 12. 雪山盟                                                                         | 為1984年發行之首張專輯再版發行                                                                             |
| 1986年4月  | 信任我         | 清優娛樂機構 | LAC 8603 | 曲目 1. 相思無從寄 2. 乾一杯 3. 杯中影 4. 愛情的力量 5. 異鄉人 6. 信任我（作詞／作曲：羅安） 7. 來自心海的消息 8. 憶芙蓉 9. 新加坡之戀 10. 不是分離的時候 11. 夕陽山外山 12. 留戀有何用                                                     | |
| 1988年     | 等歸暝         | 名冠唱片     | MA-121   | 曲目 1. 等歸暝 2. 為何這款命 3. 無人陪我喝咖啡 4. 心愛的請你倒返來 5. 夢中飛 6. 永遠陪伴你 7. 今晚的酒 8. 空戀夢 9. 心愛的保重啦 10. 不通放阮孤單 11. 為何這款命（卡拉OK） 12. 等歸暝（卡拉OK）                                             | 台語專輯                                                                                                   |
|            | KTV現場演唱會1 | 吉馬唱片     |          | 曲目 1. 愛情一陣風 2. 初戀 3. 你是我心目中的嫦娥 4. 命運的腳步 5. 今夜的酒杯 6. 夢中情 7. 做總統有機會 8. 落魄的心情 9. 攏是為著你啦 10. 愛的笑容 11. 情關 12. 真情放水流                                                                   | 台語翻唱專輯                                                                                               |

### 收錄於合輯或參與他人專輯歌曲

#### 獨唱
- 孤飛的鷹（作詞：娃娃／作曲：鈕大可）：臺灣電視公司週日單元劇神劍無敵主題曲／1990年／收錄於《天龍八部 三台年度大戲原聲帶》合輯／名冠唱片發行
- 歲月的箭（作詞：羅助健／作曲：洪愛倫）：臺灣電視公司週日單元劇神劍無敵插曲／1990年／收錄於《天龍八部 三台年度大戲原聲帶》合輯／名冠唱片發行

#### 對唱
- 戲鳳、採紅菱、傻瓜與野丫頭（與謝采妘對唱）：收錄於謝竹薏（謝采妘）《中國小調1》專輯／金企鵝唱片發行
- 杏花溪之戀（與謝采妘對唱）：收錄於謝竹薏（謝采妘）《中國小調2》專輯／金企鵝唱片發行
- 桃花江、月下對口（與謝采妘對唱）：收錄於謝采妘《中國小調3》專輯／金企鵝唱片發行
- 無言的愛（與林淑娟對唱）：收錄於1987年林淑娟《心上人不要走》專輯／新韻製作公司製作
- 要你感動，不要你心痛（與陳家慧對唱）：收錄於陳家慧《酒場演歌8》專輯／興來唱片發行
- 富貴列車、龍的心、這些日子以來（與吳夢萍對唱）：收錄於吳夢萍《金榜秀3》專輯／金六六唱片發行
- 我想有個家、戀曲1990、你是我胸口永遠的痛（與張雲兒等人對唱）：收錄於張雲兒《我想有個家》專輯／新樂企業發行
- 你是我的唯一（與張雲兒等人對唱）：收錄於《國語暢銷金曲歌唱版 VOL.1》／星河唱片發行
- 心痛不再有（與張雲兒等人對唱）：收錄於《國語暢銷金曲歌唱版 VOL.7》合輯／星河唱片發行
- 深情對你（與王瑞霞對唱）：收錄於王瑞霞1995年《多情多怨嘆》合輯／名冠唱片發行
- 桃園人 台灣心（男女對唱版與蕭蔓萱對唱、大對唱版與蕭蔓萱、謝文德、黃秀偵等人對唱）[20]：收錄於2013年《桃園我家 幸福城市》專輯／桃園市公所發行
- 謝平安（與蕭蔓萱、謝文德、黃秀偵等人對唱）[20]：收錄於2013年《桃園我家 幸福城市》專輯／桃園市公所發行

### 參與男女對唱、大對唱及連串曲系列合輯
- 吉馬男女大對唱第1～5、7～9、19～21、24、25、27～29集／吉馬唱片發行
- 吉馬大對唱暢銷版5／吉馬唱片發行
- 吉馬創意大對唱／大信唱片發行
- 吉馬台語排行連串36 7、9（卡帶集數）／吉馬唱片發行
- 吉馬國語排行連串36 8（卡帶集數）／吉馬唱片發行
- 變奏舞曲專輯1～4／羅安、凌莉主唱／名冠唱片製作、歌帝唱片發行
- 國語連串歌曲 唱不停36變／羅安、凌莉主唱／名冠唱片製作、歌帝唱片發行
- 台語連串歌曲1～3／名冠唱片發行
- 台語連串歌曲全員大集合／陳一郎、謝雷、羅安、王瑞霞、周嘉麗演唱／名冠唱片發行
- 風神大對唱1／名冠唱片發行
- 名冠台語排行大對唱4／名冠唱片發行（再版時為第5集）
- 立體附加音效大合唱1／林翠萍、曾小萍、許進明、羅安主唱／上格唱片發行
- 立體附加音效大合唱3／曾小萍、許進明、羅安、黃秀偵、范廣慧主唱／上格唱片發行
- 流行台語發燒熱唱1、4、5／上格唱片發行
- 流行探戈發燒熱唱6／上格唱片發行
- 餐廳情侶對唱1／羅安、陳莉莉主唱／金企鵝唱片發行
- 餐廳情侶對唱7／翟曼芳、羅安主唱／金企鵝唱片發行
- 震撼大絕唱1 國語篇／羅安、謝文德、韓寶儀主唱／金企鵝唱片發行
- 震撼大絕唱2 台語篇／羅安、謝文德、韓寶儀、吳美玲主唱／金企鵝唱片發行
- 震撼大絕唱4 台語篇／羅安、謝文德、吳美玲、謝采妘主唱／金企鵝唱片發行
- 排行秀5 國語情歌熱唱輯／翟曼芳、羅安主唱／金企鵝唱片發行
- 情歌男女熱唱1、2／吳美玲、羅安主唱／興來唱片發行
- 金曲龍虎榜 台語暢銷曲28首連串1／星河唱片發行
- 超級龍虎榜1 台語男女對唱／林翠萍、曾小萍、羅安主唱／星河唱片發行
- 雷射36連續台語大對唱1／羅安、李雅惠主唱／欣代唱片發行
- 台語歌曲黑白配／羅安、鄭珮伶、慕馨、俞智凱主唱／太陽神唱片發行
- 星星星大對唱／華倫唱片發行
- 紅歌男女對唱／華倫唱片發行
- 《最新》歌唱秀2／羅安、何美美、吳美玲主唱／興來唱片發行
- 音樂流行磁場2／羅安、黃秀偵主唱／麥田音樂發行
- 男女情歌對唱2／林姍、羅安主唱／海翔唱片發行
- 豪記大對唱2／豪記唱片發行

### 其他歌曲
- 1986年台灣電視公司古裝連續劇慈禧外傳主題曲／羅安、林芳如、吉馬大對唱演唱

### 合音
- 陳盈潔
  - 《為了愛》：收錄於1986年《風飛沙》專輯／華倫唱片發行
  - 《給你騙不知》、《為你癡情為你迷》、《敢是咱無緣》、《癡情癡情》、《不通借酒來解愁》、《心事誰了解》：收錄於1986年《給你騙不知》專輯／華倫唱片發行
  - 《無人像你》、《必巡的孔嘴》、《無什麼通留戀》、《做事照步來》、《何必費心晟》：收錄於1987年《無人像你》專輯／華倫唱片發行
- 陳小雲
  - 《愛情的騙子！我問你》、《甭講也罷》、《你是七仔魁》、《對你有夠讚》：收錄於1986年《愛情的騙子！我問你》專輯／吉馬唱片發行
  - 《感情債》、《為著你》、《永遠甭提起》：收錄於1987年《痴情花》專輯／吉馬唱片發行
  - 《單身貴族》：收錄於1989年《單身貴族》專輯／吉馬唱片發行
- 葉啟田《乾一杯》、《內山的姑娘》：收錄於1986年《乾一杯》專輯／吉馬唱片發行
- 麥卉《愛沒有遲來的時候》、《異鄉人》：收錄於1986年《愛沒有遲來的時候》／藝歌唱片發行
- 凌莉《痴情花》、《無人像你》：收錄於1987年《擱想也是無彩工》專輯／格林制作發行
- 高麗娟《痴情的人》、《恨你無情又無義》：收錄於1987年《痴情的人》專輯／格林制作發行
- 莊淑君《存心來戲弄》、《苦苦的愛》、《那有啥稀罕》、《痴情誰人知》、《免勢字》、《你是愛什麼》、《爸爸交代的話》：收錄於1987年《存心來戲弄》專輯／金嗓唱片發行
- 林翠萍《痴情啥路用》、《變作生份人》、《絕情作你走》、《變緣》、《過去的愛人》：收錄於1988年《訴別的情愫》專輯／星河唱片發行
- 黃乙玲《空白犧牲》、《落雨暝的怨嘆》、《真心來交陪》、《水中月》、《好頭不如好尾》、《西海岸情歌》：收錄於1989年《絕情風》專輯／歌林唱片發行
- 西卿《預防萬一》：收錄於1989年《西卿專輯 預防萬一／鹼酸甜的探戈》／金燕唱片發行
- 方瑞娥《變心》、《痴情雨》、《杯中的目屎》、《甭靠你緣投》、《看透透》、《麥醉啊》：收錄於1990年《變心》專輯／歌林唱片發行
- 黃怡萍《金榜秀2》／金六六唱片發行
- 吳夢萍《金榜秀3》除三首對唱歌曲以外之全部曲目／金六六唱片發行
- 謝采妘《蘇州河邊》：收錄於《中國小調2》專輯／金企鵝唱片發行

## 詞曲作品
| 發行日期                          | 歌曲名稱                                      | 演唱歌手                                                    | 作詞者                     | 作曲者               | 語種 | 收錄專輯                                    | 唱片公司                              |
| --------------------------------- | --------------------------------------------- | ----------------------------------------------------------- | -------------------------- | -------------------- | ---- | ------------------------------------------- | ------------------------------------- |
| 1986年4月 1987年10月              | 信任我                                        | 羅安 費玉清                                                 | 羅安                       | 羅安                 | 國語 | 信任我 跟著地球旋轉                         | 清優唱片 天下唱片                     |
| 1986年7月                         | 你要我怎麼做                                  | 龍飄飄                                                      | 羅安                       | 羅安                 | 國語 | 流不完的淚                                  | 鄉城唱片                              |
| 1986年11月                        | 不必再說愛我                                  | 葉璦菱                                                      | 羅安                       | 羅安                 | 國語 | 漂亮一下                                    | 瑞星唱片                              |
| 1987年                            | 孤獨寂寞                                      | 陽帆                                                        | 羅安                       | 羅安                 | 國語 | 孤獨寂寞                                    | 田園唱片                              |
| 1987年                            | 愛你太厲害                                    | 陽帆                                                        | 劉聖雯                     | 羅安                 | 台語 | 孤獨寂寞                                    | 田園唱片                              |
| 1987年9月                         | 痴情的人                                      | 高麗娟                                                      | 羅安                       | 蔣錦鴻               | 國語 | 痴情的人                                    | 格林作                                |
| 1987年9月                         | 往日舊夢何處尋                                | 高麗娟                                                      | 羅安                       | 陳宏                 | 國語 | 痴情的人                                    | 格林作                                |
| 1987年9月                         | 承諾的散落                                    | 高麗娟                                                      | 羅安                       | 吳晉淮               | 國語 | 痴情的人                                    | 格林作                                |
| 1987年12月                        | 無留半絲情                                    | 李旻                                                        | 葉俊麟                     | 羅安                 | 台語 | 思戀你                                      | 天下唱片                              |
| 1988年                            | 無奈的歌聲                                    | 陳一郎                                                      | 羅安                       | 羅安                 | 台語 | 何必來犧牲                                  | 名冠唱片                              |
| 1988年                            | 等歸暝                                        | 羅安                                                        | 羅安                       | 羅安                 | 台語 | 等歸暝                                      | 名冠唱片                              |
| 1988年 1990年                     | 為何這款命                                    | 羅安 文鴻                                                   | 羅安                       | 羅安                 | 台語 | 等歸暝 浪子情                               | 名冠唱片                              |
| 1988年                            | 永遠陪伴你                                    | 羅安                                                        | 羅安                       | 羅安                 | 台語 | 等歸暝                                      | 名冠唱片                              |
| 1988年 1989年2月 1994年3月        | 今晚的酒                                      | 羅安 楊小萍 袁小迪                                          | 羅安                       | 羅安                 | 台語 | 等歸暝 一日情 糊塗浪子心                    | 名冠唱片 大峰唱片 名冠唱片            |
| 1988年 1991年5月 1993年 1993年2月 | 舞伴                                          | 袁小迪 羅時豐、張秀卿 陳小雲 白冰冰                         | 范獻中                     | 羅安                 | 台語 | 獨身仔的心聲 羅時豐與10個女人II 苦戀夢 舞池 | 太陽神唱片 飛羚唱片 吉馬唱片 上峰唱片 |
| 1988年                            | 因為我愛你                                    | 袁小迪                                                      | 羅安                       | 羅安                 | 台語 | 獨身仔的心聲                                | 太陽神唱片                            |
| 1988年 1991年                     | 找無心愛來作伴 三十外外                       | 袁小迪 陳百潭                                               | 羅安                       | 羅安                 | 台語 | 獨身仔的心聲 振作                           | 太陽神唱片 吉馬唱片                   |
| 1988年                            | 放風吹                                        | 袁小迪                                                      | 張為                       | 張為                 | 台語 | 獨身仔的心聲                                | 太陽神唱片                            |
| 1988年                            | 今夜我要飲乎醉                                | 袁小迪                                                      | 黃文鴻                     | 張為                 | 台語 | 獨身仔的心聲                                | 太陽神唱片                            |
| 1988年1月                         | 我該怎麼做                                    | 高勝美                                                      | 羅安                       | 羅安                 | 國語 | 發燒專輯／依然愛你                          | 上格唱片                              |
| 1988年8月                         | 離開是孤不將                                  | 曾小萍                                                      | 羅安                       | 羅安                 | 台語 | 胭脂酒                                      | 上格唱片                              |
| 1988年底                          | 過暝的咖啡                                    | 李茂山                                                      | 張為                       | 張為                 | 台語 | 閩南語專輯3 惜別的晚暝                      | 光美唱片                              |
| 1989年                            | 風塵淚痕                                      | 陳小雲                                                      | 徐林維國、陳維祥           | 張為                 | 國語 | 單身貴族                                    | 吉馬唱片                              |
| 1989年                            | 情夢 （页面存档备份，存于）                   | 陳小雲                                                      | 張為、陳維祥               | 張為                 | 台語 | 單身貴族                                    | 吉馬唱片                              |
| 1989年3月                         | 請你相信我                                    | 謝雷                                                        | 張為                       | 張為                 | 台語 | 酒國英雄                                    | 名冠唱片                              |
| 1989年4月                         | 真心話                                        | 林清國                                                      | 張為                       | 張為                 | 台語 | 候時機                                      | 金嗓唱片                              |
| 1989年6月                         | 我不再要求                                    | 謝雷                                                        | 張為                       | 張為                 | 國語 | 春去春又回                                  | 名冠唱片                              |
| 1990年                            | 找一個落雨暝                                  | 王瑞霞                                                      | 張為                       | 張為                 | 台語 | 愛的十字架／風塵淚                          | 名冠唱片                              |
| 1990年                            | 破碎的愛                                      | 王瑞霞                                                      | 張為                       | 張為                 | 台語 | 愛的十字架／風塵淚                          | 名冠唱片                              |
| 1990年                            | 阿莎力                                        | 文鴻                                                        | 羅助健                     | 張為                 | 台語 | 浪子情                                      | 名冠唱片                              |
| 1990年                            | 鬼屋小精靈                                    | 謝小魚                                                      | 娃娃                       | 張為                 | 國語 |                                             | 名冠唱片                              |
| 1990年5月                         | 何必回首                                      | 江念庭                                                      | 羅助健                     | 張為                 | 國語 | 滿街都是寂寞的朋友嗎                        | 藍與白唱片                            |
| 1990年11月                        | 傷心如我                                      | 方季惟                                                      | 羅助健                     | 張為                 | 國語 | 愛情的故事                                  | 藍與白唱片                            |
| 1991年4月                         | 雪中情                                        | 楊慶煌                                                      | 羅助健、陳維祥             | 羅安                 | 國語 | 我是真的愛著妳                              | 真善美唱片                            |
| 1992年                            | 請你講清楚                                    | 羅時豐                                                      | 羅安                       | 羅安                 | 台語 | 細妹按靚                                    | 吉馬唱片、名冠唱片                    |
| 1992年                            | 用心等待你                                    | 王瑞霞                                                      | 羅安                       | 羅安                 | 台語 | 用心等待你                                  | 名冠唱片                              |
| 1992年                            | 台北街頭                                      | 王瑞霞                                                      | 羅安                       | 羅安                 | 台語 | 用心等待你                                  | 名冠唱片                              |
| 1992年                            | 再會吧！憂愁                                  | 王瑞霞                                                      | 張為                       | 張為                 | 台語 | 用心等待你                                  | 名冠唱片                              |
| 1992年                            | 想乎開放乎離                                  | 王瑞霞                                                      | 張為                       | 張為                 | 台語 | 用心等待你                                  | 名冠唱片                              |
| 1992年                            | 水甲茶米                                      | 陳一郎                                                      | 王武雄、羅安               | 羅安                 | 台語 | 有信心的生命                                | 名冠唱片                              |
| 1992年                            | 你是我唯一的生命                              | 陳一郎                                                      | 羅安                       | 羅安                 | 台語 | 有信心的生命                                | 名冠唱片                              |
| 1992年7月                         | 稍等一下                                      | 謝雷                                                        | 張為                       | 張為                 | 台語 | 失戀酒                                      | 歌林唱片                              |
| 1993年                            | 這款的情愛                                    | 楊宗憲                                                      | 楊宗憲                     | 張為                 | 台語 | 偷偷愛著你                                  | 歌林唱片                              |
| 1993年10月                        | 悲傷的故事                                    | 陳雷                                                        | 武雄                       | 張為                 | 台語 | 往事就是我的安慰                            | 金圓唱片                              |
| 1993年10月                        | 期待                                          | 王瑞霞                                                      | 張為                       | 張為                 | 台語 | 期待                                        | 名冠唱片                              |
| 1993年10月                        | 蠶蠶                                          | 王瑞霞                                                      | 張為                       | 張為                 | 台語 | 期待                                        | 名冠唱片                              |
| 1993年10月                        | 不願愛情甲人分                                | 王瑞霞                                                      | 武雄                       | 張為                 | 台語 | 期待                                        | 名冠唱片                              |
| 1993年12月                        | 正港的男兒                                    | 柯受良                                                      | 武雄                       | 張為                 | 台語 | 正港的男兒                                  | 名冠唱片                              |
| 1993年12月                        | 我無瞭解我                                    | 柯受良                                                      | 武雄                       | 張為                 | 台語 | 正港的男兒                                  | 名冠唱片                              |
| 1993年12月                        | 思念                                          | 柯受良                                                      | 張為                       | 潘美辰               | 台語 | 正港的男兒                                  | 名冠唱片                              |
| 1994年                            | 心只有一個                                    | 林晏如                                                      | 張為（羅安）               | 張為（羅安）         | 台語 | 走味的咖啡                                  | 上峰唱片                              |
| 1994年                            | 只有你會凍排解                                | 林晏如                                                      | 張為（羅安）               | 張為（羅安）         | 台語 | 走味的咖啡                                  | 上峰唱片                              |
| 1994年                            | 只要你滿意                                    | 甲子慧                                                      | 張為                       | 張為                 | 台語 | 夢的十七                                    | 歌林唱片                              |
| 1994年                            | 今夜你甘會來                                  | 蔡秋鳳                                                      | 張為                       | 張為                 | 台語 | 世間                                        | 歌林唱片                              |
| 1994年1月                         | 昨暝的雨                                      | 鄭珮伶                                                      | 張為                       | 張為                 | 台語 | 昨暝的雨                                    | 太陽神唱片                            |
| 1994年1月                         | 無你卡快活                                    | 鄭珮伶                                                      | 羅安                       | 羅安                 | 台語 | 昨暝的雨                                    | 太陽神唱片                            |
| 1994年3月 2004年5月               | 心碎‧酒醉                                     | 袁小迪                                                      | 徐錦凱、張為               | 張為                 | 台語 | 糊塗浪子心 紙雲煙                           | 名冠唱片 豪記唱片                     |
| 1994年3月                         | 重逢                                          | 袁小迪                                                      | 王武雄                     | 張為                 | 台語 | 糊塗浪子心                                  | 名冠唱片                              |
| 1994年3月                         | 戀情                                          | 袁小迪                                                      | 王武雄                     | 張為                 | 台語 | 糊塗浪子心                                  | 名冠唱片                              |
| 1994年3月                         | 戀愛城市                                      | 袁小迪                                                      | 王武雄                     | 張為                 | 台語 | 糊塗浪子心                                  | 名冠唱片                              |
| 1994年5月                         | 緣未盡 情難離                                 | 羅時豐                                                      | 張為                       | 張為                 | 台語 | 茫茫到深更                                  | 吉馬唱片、名冠唱片                    |
| 1994年5月                         | 欠你太多                                      | 羅時豐                                                      | 謝玉娟、張為               | 張為                 | 台語 | 茫茫到深更                                  | 吉馬唱片、名冠唱片                    |
| 1994年5月                         | 真情                                          | 羅時豐                                                      | 王武雄、張為               | 張為                 | 台語 | 茫茫到深更                                  | 吉馬唱片、名冠唱片                    |
| 1994年6月                         | 全台灣你最無情                                | 方瑞娥                                                      | 王武雄                     | 張為                 | 台語 | 深情的珠淚                                  | 歌林唱片                              |
| 1994年12月                        | 真情不是風聲                                  | 陳百潭                                                      | 武雄、張為                 | 張為                 | 台語 | 夢再望                                      | 名冠唱片                              |
| 1994年12月                        | 愛你的女人心                                  | 張秀卿                                                      | 羅助健、張為               | 張為                 | 台語 | 思念                                        | 歌林唱片                              |
| 1995年                            | 無情的班機                                    | 卓依婷                                                      | 張為、羅助健               | 張為                 | 台語 | 伸手等你牽                                  | 正紅唱片                              |
| 1995年                            | 情深難捨                                      | 王建傑                                                      | 張為                       | 張為                 | 台語 | 無人CALL IN阮的心                           | 鄉城唱片                              |
| 1995年 1998年                     | 跟音樂跳舞                                    | 袁小迪、陳佩佩 吳淑敏                                       | 羅助健、羅安               | 羅安                 | 台語 | 傷心的歌 阮的一生                           | 福和唱片 金銳唱片                     |
| 1995年                            | 心內有藍天                                    | 袁小迪                                                      | 羅助健、羅安               | 羅安                 | 台語 | 傷心的歌                                    | 福和唱片                              |
| 1995年1月 1995年5月               | 多情多怨嘆                                    | 王瑞霞 袁小迪                                               | 王瑞霞                     | 張為                 | 台語 | 多情多怨嘆 最愛精選輯                       | 名冠唱片 福和唱片                     |
| 1995年1月                         | 希望你將阮疼                                  | 王瑞霞                                                      | 羅安、葉佳修               | 羅安                 | 台語 | 多情多怨嘆                                  | 名冠唱片                              |
| 1995年1月                         | 就要離開                                      | 王瑞霞                                                      | 武雄、羅安                 | 羅安                 | 台語 | 多情多怨嘆                                  | 名冠唱片                              |
| 1995年1月                         | 無情天地有情花                                | 王瑞霞                                                      | 張為                       | 張為                 | 台語 | 多情多怨嘆                                  | 名冠唱片                              |
| 1995年1月                         | 深情對你                                      | 王瑞霞、羅安                                                | 張為                       | 張為                 | 台語 | 多情多怨嘆                                  | 名冠唱片                              |
| 1995年1月                         | 愛情的歌                                      | 王瑞霞                                                      | 張為                       | 張為                 | 台語 | 多情多怨嘆                                  | 名冠唱片                              |
| 1995年11月                        | 因為我愛你                                    | 林清國、林美美 林清國                                       | 張為                       | 張為                 | 台語 | 命                                          | 福和唱片                              |
| 1995年11月 1997年5月 1998年       | 愛你的心天也悲                                | 林清國 林美美 吳淑敏                                        | 羅助健、張為               | 張為                 | 台語 | 命 檳榔西施的眼淚 阮的一生                  | 福和唱片 現代派唱片 金銳唱片          |
| 1995年11月 1996年8月              | 孤單的腳踏                                    | 林清國 王壹珊                                               | 武雄                       | 張為                 | 台語 | 命 人生親像夢                               | 福和唱片 奇華唱片                     |
| 1996年1月                         | 思念                                          | 陳雷                                                        | 張為                       | 張為                 | 台語 | 隨緣                                        | 金圓唱片                              |
| 1996年5月                         | 花弄影                                        | 王瑞霞                                                      | 羅助健、張為               | 張為                 | 台語 | 是我太軟心                                  | 名冠唱片                              |
| 1996年5月                         | 一切沒問題                                    | 王瑞霞、蔡小虎                                              | 武雄                       | 張為                 | 台語 | 是我太軟心                                  | 名冠唱片                              |
| 1996年5月                         | 一生愛袜離                                      | 王瑞霞                                                      | 羅助健、張為               | 張為                 | 台語 | 是我太軟心                                  | 名冠唱片                              |
| 1996年8月                         | 苦澀的等待                                    | 王壹珊                                                      | 羅安、羅助健               | 羅安                 | 台語 | 人生親像夢                                  | 奇華唱片                              |
| 1996年11月 2003年3月              | 情人變朋友                                    | 南台灣小姑娘 向蕙玲 （页面存档备份，存于）                  | 羅助健、羅安               | 羅安                 | 台語 | 愛情先天免疫 愛你的記號                     | 大旗唱片 大信唱片                     |
| 1997年1月 2004年6月               | 愛情看透透                                    | 孫淑媚 （页面存档备份，存于） 向蕙玲 （页面存档备份，存于） | 羅安                       | 羅安                 | 台語 | 多情 我愛的人不是愛我的人 八大亞洲新人賞    | 大旗唱片 大信唱片 亞律音樂            |
| 1997年5月                         | 痛治心內‧愛治心內                             | 陳秀玲                                                      | 羅助健、羅安               | 羅安                 | 台語 | 斷線情                                      | 瑞星唱片                              |
| 1997年5月                         | 放愛自由                                      | 林美美                                                      | 羅安                       | 羅安                 | 台語 | 檳榔西施的眼淚                              | 現代派唱片                            |
| 1997年6月                         | 愛情切啦 （页面存档备份，存于）               | 南台灣小姑娘                                                | 羅安、郭政和、蔡宏勳       | 羅安、郭政和、蔡宏勳 | 台語 | 同班同學                                    | 大旗唱片                              |
| 1997年6月                         | 拒絕往來 （页面存档备份，存于）               | 南台灣小姑娘                                                | 郭政和、羅安               | 郭政和、羅安         | 台語 | 同班同學                                    | 大旗唱片                              |
| 1997年6月                         | 深情                                          | 南台灣小姑娘（王秀琪）                                      | 鄭弘                       | 羅安、鄭弘           | 台語 | 同班同學                                    | 大旗唱片                              |
| 1997年6月 2004年6月               | 愛的傷這呢重                                  | 南台灣小姑娘（尤姿涵） 向蕙玲 （页面存档备份，存于）        | 羅安                       | 羅安                 | 台語 | 同班同學 我愛的人不是愛我的人               | 大旗唱片 大信唱片                     |
| 1997年6月 2003年3月               | 阮的性命阮自己疼                              | 南台灣小姑娘（陳雅珍） 向蕙玲 （页面存档备份，存于）        | 羅安                       | 羅安                 | 台語 | 同班同學 愛你的記號                         | 大旗唱片 大信唱片                     |
| 1998年                            | 愛你‧想你‧等你                                | 吳淑敏                                                      | 羅安                       | 羅安                 | 台語 | 阮的一生                                    | 金銳唱片                              |
| 1998年 2004年6月                  | 你的人‧我的夢                                 | 吳淑敏、陳豪 向蕙玲 （页面存档备份，存于）                  | 羅安                       | 羅安                 | 台語 | 阮的一生 我愛的人不是愛我的人               | 金銳唱片 大信唱片                     |
| 1998年                            | 等待有心人                                    | 吳淑敏                                                      | 羅安                       | 羅安                 | 台語 | 阮的一生                                    | 金銳唱片                              |
| 1998年1月                         | 青春亂夢                                      | 南台灣小姑娘                                                | 羅安、郭政和               | 羅安                 | 台語 | 心愛，等一下                                | 大旗唱片                              |
| 1998年1月                         | 愛阮免排隊                                    | 南台灣小姑娘                                                | 羅安、郭政和               | 羅安、郭政和         | 台語 | 心愛，等一下                                | 大旗唱片                              |
| 1998年1月                         | 多變的你                                      | 南台灣小姑娘（蕭玉芬）                                      | 張為、郭之儀               | 張為、郭之儀         | 台語 | 心愛，等一下                                | 大旗唱片                              |
| 1998年1月                         | 等你來疼                                      | 南台灣小姑娘（陳雅珍）                                      | 羅安                       | 羅安                 | 台語 | 心愛，等一下                                | 大旗唱片                              |
| 1998年1月                         | 空殼                                          | 南台灣小姑娘（尤姿涵）                                      | 鄭弘、張為                 | 鄭弘、張為           | 台語 | 心愛，等一下                                | 大旗唱片                              |
| 1999年2月                         | 白馬王子                                      | 南台灣小姑娘                                                | 郭政和、張為               | 郭政和、張為         | 台語 | 戀愛狂想曲                                  | 大旗唱片                              |
| 2000年7月                         | 鐵心腸                                        | 高勝美                                                      | 嚴云農                     | 張懿                 | 國語 | 刻骨銘心                                    | 齊威唱片                              |
| 2000年11月                        | 情路這呢長 （页面存档备份，存于）             | 孫淑媚                                                      | 張為                       | 張為                 | 台語 | 原味情歌                                    | 大旗唱片                              |
| 2003年1月                         | 桃花心 （页面存档备份，存于）                 | 袁小迪                                                      | 阿丹                       | 羅安                 | 台語 | 情深深                                      | 豪記唱片                              |
| 2003年3月                         | 愛甲超過 （页面存档备份，存于）               | 向蕙玲                                                      | 張為、郭政和、陳維祥       | 張為、郭政和、陳維祥 | 台語 | 愛你的記號 傷心戀情                         | 大信唱片 豪記唱片                     |
| 2003年3月                         | 愛情的TEMPO （页面存档备份，存于）            | 向蕙玲、王中平                                              | 張路                       | 張為                 | 台語 | 愛你的記號                                  | 大信唱片                              |
| 2003年3月                         | 愛住治恨內底 （页面存档备份，存于）           | 向蕙玲                                                      | 羅安、簡志霖               | 珈瑋                 | 台語 | 愛你的記號                                  | 大信唱片                              |
| 2003年3月                         | 愛你的記號 （页面存档备份，存于）             | 向蕙玲、王中平                                              | 張路、珈瑋、陳維祥         | 張為                 | 台語 | 愛你的記號                                  | 大信唱片                              |
| 2003年3月                         | 有情驚拆散、無情驚拖磨 （页面存档备份，存于） | 向蕙玲、王中平                                              | 許常德                     | 羅安                 | 台語 | 愛你的記號                                  | 大信唱片                              |
| 2003年3月                         | 播送溫柔 （页面存档备份，存于）               | 向蕙玲                                                      | 楊岳霖                     | 珈瑋                 | 台語 | 愛你的記號                                  | 大信唱片                              |
| 2003年3月                         | 最後的探戈 （页面存档备份，存于）             | 向蕙玲                                                      | 武雄                       | 羅安                 | 台語 | 愛你的記號                                  | 大信唱片                              |
| 2003年7月                         | 破浪人生                                      | 陳盈潔                                                      | 許常德                     | 羅安                 | 台語 | 破浪人生                                    | 太空人音樂製作                        |
| 2003年12月                        | 紅酒 （页面存档备份，存于）                   | 詹雅雯、沈文程                                              | 武雄、陳維祥               | 張為、陳維祥         | 台語 | 想厝的人                                    | 大信唱片                              |
| 2004年6月                         | 我愛的人不是愛我的人 （页面存档备份，存于）   | 向蕙玲                                                      | 武雄、陳維祥、張為         | 武雄、陳維祥、張為   | 台語 | 我愛的人不是愛我的人                        | 大信唱片                              |
| 2004年6月                         | 青春開始美 （页面存档备份，存于）             | 向蕙玲、江宏恩                                              | 張路、珈瑋                 | 張為                 | 台語 | 我愛的人不是愛我的人                        | 大信唱片                              |
| 2004年6月                         | 癡情有憨膽 （页面存档备份，存于）             | 向蕙玲                                                      | 張路、武雄、郭之儀、陳維祥 | 羅安                 | 台語 | 我愛的人不是愛我的人                        | 大信唱片                              |
| 2004年6月                         | 愛你瞴是開玩笑 （页面存档备份，存于）         | 向蕙玲                                                      | 珈瑋、郭政和               | 珈瑋                 | 台語 | 我愛的人不是愛我的人                        | 大信唱片                              |
| 2004年6月                         | 阿爸的膨紗衫 （页面存档备份，存于）           | 向蕙玲                                                      | 郭之儀、武雄               | 郭之儀、羅安         | 台語 | 我愛的人不是愛我的人                        | 大信唱片                              |
| 2004年6月                         | 替身的情人 （页面存档备份，存于）             | 向蕙玲                                                      | 武雄                       | 珈瑋                 | 台語 | 我愛的人不是愛我的人                        | 大信唱片                              |
| 2004年6月                         | 叫我Mika （页面存档备份，存于）               | 向蕙玲                                                      | 武雄                       | 張為                 | 台語 | 我愛的人不是愛我的人                        | 大信唱片                              |
| 2005年1月                         | 愛傷著心 （页面存档备份，存于）               | 袁小迪                                                      | 武雄                       | 羅安                 | 台語 | 重出江湖                                    | 迪笙國際                              |
| 2005年4月                         | 漂泊的愛 （页面存档备份，存于）               | 向蕙玲、袁小迪                                              | 郭之儀、羅安               | 羅安                 | 台語 | 純情紅玫瑰                                  | 偉城國際                              |
| 2005年4月                         | 純情紅玫瑰 （页面存档备份，存于）             | 向蕙玲、袁小迪                                              | 張為、郭之儀               | 張為、郭之儀         | 台語 | 純情紅玫瑰                                  | 偉城國際                              |
| 2005年4月                         | 情人裳 （页面存档备份，存于）                 | 向蕙玲、袁小迪                                              | 郭政和、張為               | 郭政和、張為         | 台語 | 純情紅玫瑰                                  | 偉城國際                              |
| 2006年7月                         | 大仔 （页面存档备份，存于）                   | 袁小迪                                                      | 張珈瑋                     | 張珈瑋、郭政和       | 台語 | 人生啊人生                                  | 迪笙國際多媒體                        |
| 2007年1月                         | 不免你抱歉 （页面存档备份，存于）             | 向蕙玲                                                      | 張欣喬                     | 張為                 | 台語 | 不免你抱歉                                  | 大棠科技音樂                          |
| 2007年1月                         | 隨在你愛 （页面存档备份，存于）               | 向蕙玲                                                      | 巴布、羅安                 | 羅安                 | 台語 | 不免你抱歉                                  | 大棠科技音樂                          |
| 2007年1月                         | 誤會 （页面存档备份，存于）                   | 向蕙玲、袁小迪                                              | 漁人、張為                 | 奴奴、張為傑           | 台語 | 不免你抱歉                                  | 大棠科技音樂                          |
| 2007年1月                         | 幸福這遙遠 （页面存档备份，存于）             | 向蕙玲                                                      | 漁人、張欣喬               | 蕭蔓萱、珈瑋         | 台語 | 不免你抱歉                                  | 大棠科技音樂                          |
| 2007年1月                         | 永遠攏同款 （页面存档备份，存于）             | 向蕙玲                                                      | 張欣喬                     | 張為                 | 台語 | 不免你抱歉                                  | 大棠科技音樂                          |
| 2007年1月                         | 情關難過 （页面存档备份，存于）               | 向蕙玲                                                      | 羅安、漁人                 | 張為                 | 台語 | 不免你抱歉                                  | 大棠科技音樂                          |
| 2007年1月                         | 像閃電彼厲害 （页面存档备份，存于）           | 向蕙玲                                                      | 珈瑋                       | 珈瑋                 | 台語 | 不免你抱歉                                  | 大棠科技音樂                          |
| 2007年1月                         | 為情走過青春 （页面存档备份，存于）           | 向蕙玲                                                      | 張欣喬                     | 張欣喬               | 台語 | 不免你抱歉                                  | 大棠科技音樂                          |
| 2008年5月                         | 風塵花 （页面存档备份，存于）                 | 向蕙玲                                                      | 巴布、羅安                 | 蕭蔓萱、羅安         | 台語 | 風塵花                                      | 大棠科技音樂                          |
| 2008年5月                         | 十分滿意 （页面存档备份，存于）               | 向蕙玲、吳俊宏                                              | 羅安                       | 羅安                 | 台語 | 風塵花                                      | 大棠科技音樂                          |
| 2008年5月                         | 傷 （页面存档备份，存于）                     | 向蕙玲                                                      | 巴布、向蕙玲               | 張為                 | 台語 | 風塵花                                      | 大棠科技音樂                          |
| 2008年5月                         | 無你的Party （页面存档备份，存于）            | 向蕙玲                                                      | 郭政和、羅安               | 郭政和、羅安         | 台語 | 風塵花                                      | 大棠科技音樂                          |
| 2008年5月                         | 一粒心兩種面 （页面存档备份，存于）           | 向蕙玲                                                      | 巴布、張欣喬               | 張為                 | 台語 | 風塵花                                      | 大棠科技音樂                          |
| 2008年5月                         | 誰人來疼                                      | 向蕙玲                                                      | 珈瑋                       | 珈瑋                 | 台語 | 風塵花                                      | 大棠科技音樂                          |
| 2008年5月                         | 多情的城市、多變的你                          | 向蕙玲                                                      | 珈瑋、郭之儀               | 珈瑋、郭之儀         | 台語 | 風塵花                                      | 大棠科技音樂                          |
| 2008年5月                         | 愛過才知影                                    | 向蕙玲                                                      | 羅安                       | 羅安                 | 台語 | 風塵花                                      | 大棠科技音樂                          |
| 2008年5月                         | 原來                                          | 向蕙玲                                                      | 鄭弘                       | 張為                 | 台語 | 風塵花                                      | 大棠科技音樂                          |
| 2009年12月                        | 還債 （页面存档备份，存于）                   | 向蕙玲                                                      | 羅安                       | 羅安                 | 台語 | 還債                                        | 大棠科技音樂                          |
| 2009年12月                        | 不知 （页面存档备份，存于）                   | 向蕙玲                                                      | 向蕙玲                     | 羅安                 | 台語 | 還債                                        | 大棠科技音樂                          |
| 2009年12月                        | 你排第一 （页面存档备份，存于）               | 向蕙玲                                                      | 巴布、張欣喬               | 張為                 | 台語 | 還債                                        | 大棠科技音樂                          |
| 2009年12月                        | 袂震袂動 （页面存档备份，存于）               | 向蕙玲                                                      | 羅安                       | 羅安                 | 台語 | 還債                                        | 大棠科技音樂                          |
| 2009年12月                        | 阮只為你水 （页面存档备份，存于）             | 向蕙玲                                                      | 張為                       | 張為                 | 台語 | 還債                                        | 大棠科技音樂                          |
| 2009年12月                        | 痴情咁有路用                                  | 向蕙玲                                                      | 郭之儀、羅安               | 羅安                 | 台語 | 還債                                        | 大棠科技音樂                          |
| 2009年12月                        | 迷失                                          | 向蕙玲                                                      | 向蕙玲                     | 張為                 | 台語 | 還債                                        | 大棠科技音樂                          |
| 2009年12月                        | 放粉鳥                                        | 向蕙玲                                                      | 羅安                       | 羅安                 | 台語 | 還債                                        | 大棠科技音樂                          |
| 2009年12月                        | 甘願吹風                                      | 向蕙玲                                                      | 羅安                       | 羅安                 | 台語 | 還債                                        | 大棠科技音樂                          |
| 2010年2月                         | 好心無好夢 （页面存档备份，存于）             | 王瑞霞                                                      | 羅安                       | 羅安                 | 台語 | 苦海                                        | 振揚影音                              |
| 2010年2月                         | 機關藏治倉庫 （页面存档备份，存于）           | 王瑞霞、鄭君威                                              | 羅安                       | 羅安                 | 台語 | 苦海                                        | 振揚影音                              |
| 2010年2月                         | 要來不就汰                                    | 王瑞霞                                                      | 羅安                       | 羅安                 | 台語 | 苦海                                        | 振揚影音                              |
| 2010年8月                         | 搥心 （页面存档备份，存于）                   | 袁小迪                                                      | 羅安                       | 羅安                 | 台語 | 四重溪之戀                                  | 大棠科技音樂                          |
| 2010年8月                         | 打死無退                                      | 袁小迪                                                      | 羅安                       | 羅安                 | 台語 | 四重溪之戀                                  | 大棠科技音樂                          |
| 2010年11月                        | 愛甲無怨恨 （页面存档备份，存于）             | 蕭玉芬、鄭君威                                              | 羅安、蕭進惠               | 羅安                 | 台語 | 毒藥                                        | 振揚影音                              |
| 2010年11月                        | 感覺若地震 （页面存档备份，存于）             | 蕭玉芬、林國慶                                              | 羅安、蕭進惠               | 羅安                 | 台語 | 毒藥                                        | 振揚影音                              |
| 2010年11月                        | 田無溝水無流 （页面存档备份，存于）           | 蕭玉芬                                                      | 張為、蕭進惠               | 羅安                 | 台語 | 毒藥                                        | 振揚影音                              |
| 2010年11月                        | 愛的主題歌                                    | 蕭玉芬                                                      | 張為、蕭進惠               | 張為、蕭進惠         | 台語 | 毒藥                                        | 振揚影音                              |
| 2010年11月                        | 阮不是啦啦隊 （页面存档备份，存于）           | 蕭玉芬                                                      | 張為、蕭進惠               | 張為                 | 台語 | 毒藥                                        | 振揚影音                              |
| 2011年5月                         | 嘜相害 （页面存档备份，存于）                 | 王瑞霞                                                      | 羅安、蕭進惠               | 羅安                 | 台語 | 相思斷涯                                    | 振揚影音                              |
| 2011年5月                         | 酒國一蕊花 （页面存档备份，存于）             | 王瑞霞                                                      | 羅安、蕭進惠               | 羅安                 | 台語 | 相思斷涯                                    | 振揚影音                              |
| 2011年5月                         | 情份                                          | 王瑞霞、林國慶                                              | 羅安、蕭進惠               | 羅安                 | 台語 | 相思斷涯                                    | 振揚影音                              |
| 2011年5月                         | 風雲再起 （页面存档备份，存于）               | 王瑞霞                                                      | 羅安、蕭進惠               | 羅安                 | 台語 | 相思斷涯                                    | 振揚影音                              |
| 2011年5月                         | 傷心痛袂完                                    | 王瑞霞                                                      | 張為、蕭進惠               | 張為                 | 台語 | 相思斷涯                                    | 振揚影音                              |
| 2011年11月                        | 結束彼一幕 （页面存档备份，存于）             | 向蕙玲                                                      | 羅安、張欣喬               | 羅安                 | 台語 | 為愛請求                                    | 大棠科技音樂                          |
| 2011年11月                        | 目屎那滴 （页面存档备份，存于）               | 向蕙玲                                                      | 羅安、張欣喬               | 羅安                 | 台語 | 為愛請求                                    | 大棠科技音樂                          |
| 2011年11月                        | 為愛請求 （页面存档备份，存于）               | 向蕙玲                                                      | 羅安、張欣喬               | 羅安                 | 台語 | 為愛請求                                    | 大棠科技音樂                          |
| 2011年11月                        | 天然ㄟ尚好 （页面存档备份，存于）             | 向蕙玲                                                      | 羅安、張欣喬               | 羅安                 | 台語 | 為愛請求                                    | 大棠科技音樂                          |
| 2011年11月                        | 愛三角情兩亂 （页面存档备份，存于）           | 向蕙玲                                                      | 羅安、張欣喬               | 羅安                 | 台語 | 為愛請求                                    | 大棠科技音樂                          |
| 2011年11月                        | 失算 （页面存档备份，存于）                   | 向蕙玲                                                      | 羅安、張欣喬               | 羅安                 | 台語 | 為愛請求                                    | 大棠科技音樂                          |
| 2011年11月                        | 甲阮寵乎我憑 （页面存档备份，存于）           | 向蕙玲                                                      | 羅安、張欣喬               | 羅安                 | 台語 | 為愛請求                                    | 大棠科技音樂                          |
| 2011年11月                        | 追求我的夢 （页面存档备份，存于）             | 向蕙玲                                                      | 羅安、張欣喬               | 羅安                 | 台語 | 為愛請求                                    | 大棠科技音樂                          |
| 2011年11月                        | 既然要愛                                      | 向蕙玲                                                      | 羅安、張欣喬               | 羅安                 | 台語 | 為愛請求                                    | 大棠科技音樂                          |
| 2011年11月                        | 挽回 （页面存档备份，存于）                   | 向蕙玲                                                      | 羅安、張欣喬               | 羅安                 | 台語 | 為愛請求                                    | 大棠科技音樂                          |
| 2012年2月                         | 望天好牽成 （页面存档备份，存于）             | 蕭玉芬                                                      | 羅安、蕭進惠               | 羅安                 | 台語 | 寫袂了的批                                  | 振揚影音                              |
| 2012年2月                         | 最愛就是你 （页面存档备份，存于）             | 蕭玉芬                                                      | 羅安、蕭進惠               | 羅安                 | 台語 | 寫袂了的批                                  | 振揚影音                              |
| 2012年2月                         | 按呢就水啦 （页面存档备份，存于）             | 蕭玉芬                                                      | 羅安、蕭進惠               | 羅安                 | 台語 | 寫袂了的批                                  | 振揚影音                              |
| 2013年2月                         | 謝平安                                        | 羅安、蕭蔓萱、 謝文德、黃秀偵                               | 吳國楨                     | 羅安                 | 台語 | 桃園我家 幸福城市                           | 桃園市公所                            |
| 2013年2月                         | 健康才是寶                                    | 彤彤                                                        | 吳國楨                     | 羅安                 | 台語 | 桃園我家 幸福城市                           | 桃園市公所                            |
| 2015年9月                         | 放牛吃草 （页面存档备份，存于）               | 蔡小虎                                                      | 羅安、張欣喬               | 羅安                 | 台語 | 愛情弱者                                    | 金元寶唱片                            |
| 2015年9月 2016年5月               | 點燈火無塊找 （页面存档备份，存于）           | 蔡小虎、談詩玲                                              | 羅安、張欣喬               | 羅安                 | 台語 | 愛情弱者 圓夢                               | 金元寶唱片 嘉揚多媒體                 |
| 2016年5月                         | 為你憂為你愁 （页面存档备份，存于）           | 談詩玲                                                      | 羅安、陳國政               | 羅安、陳秉麟         | 台語 | 圓夢                                        | 嘉揚多媒體                            |
| 2016年5月                         | 認定 （页面存档备份，存于）                   | 談詩玲、袁小迪                                              | 吳國楨                     | 羅安、陳秉麟         | 台語 | 圓夢                                        | 嘉揚多媒體                            |
| 2016年5月                         | 夢伊想伊 （页面存档备份，存于）               | 談詩玲                                                      | 張為、陳國政               | 張為、陳秉麟         | 台語 | 圓夢                                        | 嘉揚多媒體                            |
| 2016年5月                         | 情寄何方 （页面存档备份，存于）               | 談詩玲                                                      | 羅安、陳國政               | 羅安、陳秉麟         | 台語 | 圓夢                                        | 嘉揚多媒體                            |
| 2016年5月                         | 圓夢 （页面存档备份，存于）                   | 談詩玲                                                      | 張為、陳國政               | 張為、陳秉麟         | 台語 | 圓夢                                        | 嘉揚多媒體                            |
| 2018年2月                         | 最後一擺痛                                    | 袁小迪                                                      | 羅安、吳國楨               | 羅安                 | 台語 | 英雄夢之無期徒刑                            | 華特音樂                              |
| 2021年3月                         | 幸福 （页面存档备份，存于）                   |                                                             | 李國中                     | 張為                 | 國語 | 防疫歌曲                                    | 茂森國際多媒體                        |
| 2024年10月                        | 鬥陣拼落去                                    | 方順吉                                                      | 蔡宜汝                     | 羅安                 | 台語 | 風中無緣花                                  | 太極音樂                              |
| 2024年10月                        | 雲開雨也過                                    | 方順吉、高瑞屏                                              | 蔡宜汝                     | 羅安                 | 台語 | 風中無緣花                                  | 太極音樂                              |
|                                   | 花田囝仔兄                                    | 吳穎瑤                                                      | 郭之儀、羅安               | 郭之儀、羅安         | 台語 | 花田少年史台語版片尾曲                      |                                       |

## 幕後製作

### 歌手個人專輯
| 發行日期   | 專輯名稱                   | 歌手           | 語種       | 唱片公司           | 擔任角色                                                                             |
| ---------- | -------------------------- | -------------- | ---------- | ------------------ | ------------------------------------------------------------------------------------ |
| 1986年4月  | 信任我                     | 羅安           | 國語       | 清優娛樂機構       | 製作人基本歌星合約                                                                   |
| 1988年     | 何必來犧牲                 | 陳一郎         | 台語       | 名冠唱片           | 製作總監：羅安                                                                       |
| 1988年     | 痴情的代價                 | 陳一郎         | 台語       | 名冠唱片           | 策劃：羅安                                                                           |
| 1988年     | 等歸暝                     | 羅安           | 台語       | 名冠唱片           | 企劃製作：羅安                                                                       |
| 1988年     | 獨身仔的心聲               | 袁小迪         | 台語       | 太陽神唱片         | 製作人：張為                                                                         |
| 1989年     | 單身貴族                   | 陳小雲         | 國語、台語 | 吉馬唱片           | 製作人：張勇強、張為杰 混音合成：陳建平、黃金河、張為                                  |
| 1989年     | 超立體暢銷那卡西           | 吳美玲         | 台語       | 名冠唱片           | 策劃製作：張為                                                                       |
| 1990年     | 愛的十字架／風塵淚         | 王瑞霞         | 台語       | 名冠唱片           | 製作人：陳宏、邱芳德、張為                                                           |
| 1990年     | 浪子情                     | 文鴻           | 台語       | 名冠唱片           | 製作人：陳柏菁、張為、陳宏                                                           |
| 1990年     | 愛情一陣風                 | 陳百潭         | 台語       | 吉馬唱片           | 歌唱指導：張為                                                                       |
| 1991年     | 一定要成功                 | 陳百潭         | 台語       | 吉馬唱片           | 歌唱指導：張為                                                                       |
| 1991年     | 振作                       | 陳百潭         | 台語       | 吉馬唱片           | 歌唱指導：羅安                                                                       |
| 1991年4月  | 我是真的愛著妳             | 楊慶煌         | 國語       | 真善美唱片         | 混音：蔡宗政、陳建平、張為杰 《雪中情》單曲製作                                        |
| 1992年     | 祝福                       | 陳百潭         | 台語       | 吉馬唱片           | 製作人：紀明陽、張為                                                                 |
| 1992年     | 細妹按靚                   | 羅時豐         | 台語       | 吉馬唱片、名冠唱片 | 製作人：俞隆華（3、4、5、9、10）、羅安（1、2、6、7、8）                              |
| 1992年     | 天下一定是咱的             | 葉啟田         | 台語       | 吉馬唱片           | 音樂總監：張為 混音：張為、張呈祥、陳建平                                            |
| 1992年     | 愛情恰恰                   | 陳小雲         | 台語       | 吉馬唱片           | 音樂總監：張為 混音：黃金河、羅安、陳維祥                                            |
| 1992年     | 用心等待你                 | 王瑞霞         | 台語       | 名冠唱片           | 製作人：羅安、邱芳德                                                                 |
| 1992年     | 陳盈潔 VS. 老朋友 情歌對唱 | 陳盈潔         | 台語       | 吉馬唱片           | 製作助理：羅安、黃天攸                                                               |
| 1993年10月 | 期待                       | 王瑞霞         | 台語       | 名冠唱片           | 製作人：羅安 混音合成：陳建平、郭遠洲、羅安、許財翁 合聲：林美璊、羅安、小惠、謝文德 |
| 1993年12月 | 正港的男兒                 | 柯受良         | 台語       | 名冠唱片           | 製作人：羅安                                                                         |
| 1994年3月  | 糊塗浪子心                 | 袁小迪         | 台語       | 名冠唱片           | 製作人：張為                                                                         |
| 1994年5月  | 茫茫到深更                 | 羅時豐         | 台語       | 吉馬唱片、名冠唱片 | 製作人：張為傑（2、4、5、6）、劉明瑞（1、7、8、10）、陳俊辰（3、9）                    |
| 1994年12月 | 夢再望                     | 陳百潭         | 台語       | 名冠唱片           | 製作人：張為                                                                         |
| 1995年1月  | 多情多怨嘆                 | 王瑞霞         | 台語       | 名冠唱片           | 製作人：張為 混音：張為、薛楨定                                                      |
| 1995年5月  | 最愛精選輯                 | 袁小迪         | 台語       | 福和唱片           | 製作人：張為                                                                         |
| 1995年11月 | 命                         | 林清國         | 台語       | 福和唱片           | 製作人：羅安 混音工程：薛禎定、陳建平、羅安                                          |
| 1996年5月  | 是我太軟心                 | 王瑞霞         | 台語       | 名冠唱片           | 製作人：張為                                                                         |
| 1997年5月  | 檳榔西施的眼淚             | 林美美         | 台語       | 現代派唱片         | 製作人：劉奕洲、羅安                                                                 |
| 1997年6月  | 同班同學                   | 南台灣小姑娘   | 台語       | 大旗唱片           | 製作人：羅安 混音工程：羅安、陳建平、郭遠洲 和聲編寫：羅安、林美璊                   |
| 1998年1月  | 心愛，等一下               | 南台灣小姑娘   | 台語       | 大旗唱片           | 製作人：羅安                                                                         |
| 2000年7月  | 刻骨銘心                   | 高勝美         | 國語       | 齊威唱片           | 製作統籌：張懿 製作人：張懿、丁曉雯                                                  |
| 2003年3月  | 愛你的記號                 | 向蕙玲         | 台語       | 大信唱片           | 製作總監：張為 混音合成：張懿                                                        |
| 2004年6月  | 我愛的人不是愛我的人       | 向蕙玲         | 台語       | 大信唱片           | 製作總監：張為 混音合成：薛楨定、張懿                                                |
| 2005年4月  | 純情紅玫瑰                 | 向蕙玲、袁小迪 | 台語       | 偉城國際           | 製作總監：張為                                                                       |
| 2007年1月  | 不免你抱歉                 | 向蕙玲         | 台語       | 大棠科技音樂       | 製作企劃：張為傑 母帶後期處理：張懿                                                    |
| 2008年5月  | 風塵花                     | 向蕙玲         | 台語       | 大棠科技音樂       | 製作總監：張為 合聲編寫：羅安                                                        |
| 2009年12月 | 還債                       | 向蕙玲         | 台語       | 大棠科技音樂       | 製作總監：羅安 混音師：薛楨定、羅安 合聲編寫：羅安                                   |
| 2010年2月  | 苦海                       | 王瑞霞         | 台語       | 振揚影音           | 製作人：尤景仰、羅安、葉文德                                                         |
| 2010年11月 | 毒藥                       | 蕭玉芬         | 台語       | 振揚影音           | 製作人：羅安、尤景仰、葉文德                                                         |
| 2011年5月  | 相思斷涯                   | 王瑞霞         | 台語       | 振揚影音           | 製作人：羅安、尤景仰、小葉                                                           |
| 2011年11月 | 為愛請求                   | 向蕙玲         | 台語       | 大棠科技音樂       | 製作總監：羅安 混音合成：薛楨定、羅安 合聲編寫：羅安                                 |
| 2012年2月  | 寫袂了的批                 | 蕭玉芬         | 台語       | 振揚影音           | 製作人：小葉、羅安                                                                   |
| 2015年9月  | 愛情弱者                   | 蔡小虎         | 台語       | 金元寶唱片         | 音樂總監：羅安 製作人：張錦華、羅安、黃建銘、穎川 母帶後期處理：馬中強、羅安         |
| 2016年3月  | 窗外春風                   | 蘇宥蓉         | 台語       | 金元寶唱片         | 製作人：羅安                                                                         |
| 2016年5月  | 圓夢                       | 談詩玲         | 台語       | 嘉揚多媒體         | 製作人：羅安 母帶後期製作：薛楨定、羅安                                              |
| 2023年7月  | 捀杯對看                   | 蔡宜汝         | 台語       | 太極音樂           | 歌唱顧問：白冰冰、羅安、秀蘭瑪雅                                                     |

### 大對唱及連串曲
| 發行日期   | 專輯名稱                                  | 語種       | 唱片公司            | 擔任角色                                                                      | 備註                                          |
| ---------- | ----------------------------------------- | ---------- | ------------------- | ----------------------------------------------------------------------------- | --------------------------------------------- |
| 1985年1月  | 吉馬台語大對唱1 人人愛𨑨迌／歌聲戀情      | 台語       | 吉馬唱片            | 策劃：羅安、黑面張、陳昆煌                                                    |                                               |
| 1985年2月  | 吉馬台語大對唱2 下班的時袸／敢是相欠債    | 台語       | 吉馬唱片            | 策劃：羅安、阿寶、黑面張、陳昆煌                                              |                                               |
| 1989年12月 | 吉馬車拼版大對唱19 初戀                   | 台語       | 吉馬唱片            | 製作人：羅安                                                                  | 對應CD版第6集                                 |
| 1990年1月  | 吉馬民歌篇大對唱20 龍的傳人／童年         | 國語       | 吉馬唱片            | 製作人：羅安                                                                  |                                               |
| 1990年2月  | 吉馬男女大對唱21 單身貴族／做總統有機會   | 國語、台語 | 吉馬唱片            | 製作人：羅安                                                                  | 對應CD版第7集                                 |
| 1991年4月  | 吉馬男女大對唱24 故鄉／向前走             | 台語       | 吉馬唱片            | 製作人：邱芳德、羅安                                                          |                                               |
| 1991年5月  | 吉馬明星大對唱25 振作／慈母心             | 台語       | 吉馬唱片            | 製作人：羅安                                                                  | 對應CD版第11集                                |
| 1991年5月  | 吉馬國語版大對唱27 浮世情懷／哭砂         | 國語       | 真善美聲視 吉馬唱片 | 製作人：張為                                                                  | 又名真善美合唱團                              |
| 1992年2月  | 吉馬男女大對唱29 天下一定是咱的／火車火車 | 台語       | 吉馬唱片            | 製作人：張為                                                                  | 對應CD版第14集                                |
| 1995年     | 吉馬大對唱暢銷版5                         | 台語       | 吉馬唱片            | 製作人：張為                                                                  |                                               |
|            | 吉馬台語排行連串36 7                      | 台語       | 吉馬唱片            | 製作人：羅安                                                                  | 此處所標為卡帶集數 對應黑膠版第8集及CD版第5集 |
|            | 吉馬台語排行連串36 9                      | 台語       | 吉馬唱片            | 製作人：羅安                                                                  |                                               |
|            | 吉馬國語排行連串36 8                      | 國語       | 吉馬唱片            | 製作人：羅安                                                                  | 此處所標為卡帶集數 對應黑膠版第7集            |
| 1987年     | 變奏舞曲專輯1～4                          | 國語       | 名冠唱片            | 策劃製作：羅安                                                                |                                               |
| 1987年     | 國語連串歌曲 唱不停36變                   | 國語       | 名冠唱片            | 策劃製作：羅安                                                                |                                               |
| 1987年     | 台語連串歌曲                              | 台語       | 名冠唱片            | 策劃製作：羅安                                                                | CD版為「名冠連串金曲大集合1」                 |
| 1987年     | 台語連串歌曲2                             | 台語       | 名冠唱片            | 策劃製作：羅安                                                                | CD版為「名冠連串金曲大集合2」                 |
| 1989年     | 台語連串歌曲3                             | 台語       | 名冠唱片            | 製作總監：羅安                                                                | CD版為「名冠連串金曲大集合3」                 |
| 1989年     | 台語連串歌曲全員大集合                    | 台語       | 名冠唱片            | 製作人：張為                                                                  |                                               |
|            | 印象組合演唱團1                           | 英語       | 名冠唱片            | 製作人：CHANG WEI-CHIEH                                                       |                                               |
|            | 東西洋鏡2                                 | 英語       | 名冠唱片            | 製作：張為                                                                    |                                               |
|            | 風神大對唱1                               | 台語       | 名冠唱片            | 製作人：羅安                                                                  | 再版CD名為「名冠台語排行大對唱4」             |
|            | 震撼大絕唱1 國語篇                        | 國語       | 金企鵝唱片          | 製作人：羅安                                                                  |                                               |
|            | 震撼大絕唱2 台語篇                        | 台語       | 金企鵝唱片          | 製作人：羅安                                                                  |                                               |
| 1991年     | 金曲龍虎榜 台語暢銷曲28首連串1            | 台語       | 星河唱片            | 製作人：羅安                                                                  |                                               |
|            | 夜市連串金曲大集合                        | 台語、國語 | 名冠唱片            | 製作人：羅安                                                                  |                                               |
|            | 台語歌曲黑白配                            | 台語       | 太陽神唱片          | 製作：張為                                                                    |                                               |
| 1999年     | NEW音樂家庭                               | 台語       | 大信唱片            | 製作人及合聲編寫 （《世界第一等》、《含淚跳恰恰》、《感謝無情人》）           |                                               |
| 2005年     | 吉馬創意大對唱                            | 台語       | 大信唱片            | 製作人：羅安                                                                  |                                               |
|            | 紅歌男女對唱                              | 台語       | 華倫唱片            | 製作人：羅安（CD1）、張坤樹（CD2） 混音師：羅安（CD1）、張坤樹（CD2）、馬中強 |                                               |

## 擔任評審
- 三立頻道《21世紀新人歌唱排行榜》
- 三立綜藝台《台灣超級之星》
- 2010年：第21屆金曲獎
- 2015年：年代電視、海峽衛視《有夢出頭天》市場觀察團（第6～9集）